# 사이먼 & 슈스터
사이먼 & 슈스터 주식회사(Simon & Schuster, Inc.)는 1924년 리처드 L. 사이먼에 의해 뉴욕에서 설립된 출판사로, 파라마운트 글로벌의 자회사이다.

## 같이 보기
- 핌즐러